# Лорео
Лорео (итал. Loreo) — коммуна в Италии, располагается в провинции Ровиго области Венето.
Население составляет 3714 человека, плотность населения составляет 95 чел./км². Занимает площадь 39 км². Почтовый индекс — 45017. Телефонный код — 0426.
В коммуне 15 августа особо отмечается любимый итальянцами церковный праздник «Вознесение Девы Марии». В честь Вознесения Девы освящена городская церковь Санта-Мария-Ассунта-ин-Лорео